# Verbascum melitenense
Verbascum melitenense är en flenörtsväxtart som beskrevs av Hub.-mor.. Verbascum melitenense ingår i släktet kungsljus, och familjen flenörtsväxter. Inga underarter finns listade i Catalogue of Life.